# Harkány
Harkány este un oraș în districtul Siklós, județul Baranya, Ungaria, având o populație de 4.055 de locuitori (2011). 

## Demografie
Componența etnică a orașului Harkány
     Maghiari (84,99%)
     Germani (6,67%)
     Croați (4,91%)
     Necunoscut (1,51%)
     Alții (1,92%)
Componența confesională a orașului Harkány
     Romano-catolici (43,18%)
     Reformați (14,99%)
     Fără religie (7,84%)
     Necunoscută (31,29%)
     Alte religii (4,12%)
Conform recensământului din 2011, orașul Harkány avea 4.055 de locuitori. Din punct de vedere etnic, majoritatea locuitorilor (84,99%) erau maghiari, existând și minorități de germani (6,67%) și croați (4,91%). Apartenența etnică nu este cunoscută în cazul a 1,51% din locuitori. Nu există o religie majoritară, locuitorii fiind romano-catolici (43,18%), reformați (14,99%) și persoane fără religie (7,84%). Pentru 31,29% din locuitori nu este cunoscută apartenența confesională.